# 低身長
低身長（ていしんちょう）とは、身長が相対的に著しく低い状態を示す所見もしくは症状。

## 解説
低身長の定義は相対的である。一般的に同人種同性同年齢の身長に比して、標準身長-2SD以下（およそ100人に2～3人程度）、もしくは2年間の成長速度が-1.5SD以下である場合に低身長と定義される（成長曲線上にプロットして判定するのが簡便である）。

日本小児内分泌学会は、次のように定義している
- 成長曲線で平均との差が-2SDより大きい場合や身長の伸びが悪くなっている場合には病気が原因のこともあるため、小児科受診を勧める。

例えば、日本人の15歳男児では平均身長は168.5cm、標準偏差5.95であるから、この基準に従うならば身長156.6cm以下の日本人15歳男児は低身長の定義を満たすことになる。

低身長はあくまで症状名であり、治療を要する低身長をきたす疾患名としては低身長症（小人症）が相当する。その大部分は原因不明の特発性低身長であり、遺伝的要因もそれほど強くないとされる。